# Ducat de Brabant

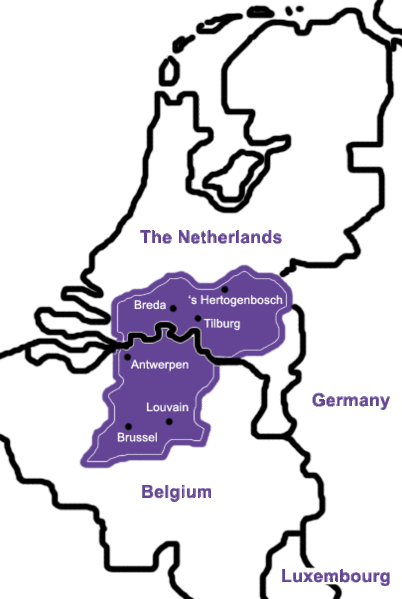
Mapa del ducat de Brabant
i les fronteres belgoneerlandeses actuals

El ducat de Brabant era un feu del Sacre Imperi Romanogermànic, situat entre el principat de Lieja, el comtat de Namur, el comtat de Flandes i el comtat d'Hainaut. Les ciutats principals en són Brussel·les, Anvers, Malines, Lovaina, 's Hertogenbosch i Breda.

## Història

Escut dels ducs de Brabant

L'any 1085 (o 1086) el feu imperial del Brabant (aleshores un comtat) va passar al comte Enric III de Lovaina. Frederic I del Sacre Imperi romanogermànic, dit Barba-roja, va crear el títol hereditari de duc de Brabant el 1183. Barba-roja va atorgar-lo per primera vegada a Enric I de Brabant. Era un territori petit entre els rius Zenne i Dender, que els ducs van eixamplar progressivament. Godofreu I de Lovaina, duc de Brabant, va afegir-hi el marquesat d'Antwerpen, el 1106. Des d'aleshores, el marquesat va esdevenir una unió personal del duc de Brabant. El 1200, Breda (Països Baixos) es va integrar al marquesat i, doncs, al ducat.
El ducat de Brabant adquirí el País de Dalhem el 1244. Després de la seva victòria en la Batalla de Woeringen el 1288, s'hi afegí el ducat de Limburg i la senyoria d'Hertogenrade i, finalment, el País de Valkenburg el 1347, propietats «enllà del Mosa» vist des de la capital del ducat. El 1354, el duc Joan III de Brabant va atorgar una carta de llibertats als ciutadans del seu feu. El 1430, el duc Felip III de Borgonya va heredar els ducats de Limburg; els Països enllà del Mosa i el Brabant. Des d'aleshores, el ducat va fer part de la unió personal de les Disset Províncies.
Després del 1549, serà un dels Països Baixos espanyols i, des del, 1713 austríacs. La República de les Set Províncies Unides en va ocupar la part septentrional, que va esdevenir una terra de la Generalitat (que des del 1815 esdevindrà la província del Brabant del Nord. El 1795, França va annexionar el ducat que esdevindrà el departament del Dijle i el departament dels dos Nethes.
Després del Congrés de Viena i el tractat de París (1815), el ducat es va integrar al Regne Unit dels Països Baixos.
El 1830, la part meridional va passar a Bèlgica.

## Llista de ducs

### Dinastia dels Idulfings, comtes de Lovaina i després ducs de Brabant
- Lambert I de Lovaina 1003-1015
- Enric I de Lovaina 1015-1038
- Otó de Lovaina 1038-1041
- Lambert II de Lovaina 1041-1062
- Enric II de Lovaina 1062-1079
- Enric III de Lovaina 1079-1095
- Godofreu I el Coratjós o el Barbut 1095-1139 (1106 duc de Baixa Lorena)
- Godofreu II de Lovaina 1139-1142
- Godofreu III el Nen 1142-1186
- Enric I el Pietós de Brabant 1186-1235
- Enric II el Magnànim 1235-1248
- Enric III de Brabant 1248-1261
- Enric IV de Brabant 1261-1267
- Joan I el Victoriós 1267-1294
- Joan II el Pacífic 1294-1312
- Joan III el Triomfant 1312-1355
- Joana, duquessa de Brabant 1355-1404
- Venceslau I de Luxemburg, consort
- Margarida III de Flandes 1404-1405 (comtessa de Flandes i duquessa de Luxemburg)
- Felip II de Borgonya, consort

### Dinastia borgonyona
- Borgonya
  - Antoni de Borgonya, duc de Brabant 1405-1415
  - Joan IV de Brabant 1415-1427
  - Felip I de Brabant dit Felip de Saint Pol, 1427-1429
  - Felip II de Brabant el Bo, 1429-1467 (duc de Borgonya)
  - Carles I de Brabant l'Agosserat 1467-1477 (III de Borgonya)
  - Maria de Borgonya 1477-1482
  - Maximilià d'Àustria, consort
  - Felip III de Brabant 1482-1506 (duc de Borgonya, Felip I de Castella)
  - Carles II 1506-1555 (duc de Borgonya, Carles I de Castella i Catalunya-Aragó)
- Països Baixos espanyols
  - Felip IV de Brabant 1555-1598 (Felip II de Castella i I de Catalunya Aragó)
  - Isabel Clara Eugenia 1598-1621
  - Albert VII d'Àustria 1598-1621
  - Felip V de Brabant 1621-1665 (Felip IV de Castella i II de Catalunya Aragó)
  - Carles III de Brabant 1665-1700 (Carles II de Castella i Catalunya-Aragó)
  - Felip VI de Brabant 1700-1714 (Felip V de Castella i IV de Catalunya-Aragó)
- Països Baixos austríacs 1714-1795
- França 1795-1815
- Regne Unit dels Països Baixos 1815
- Des del 1840, l'hereu de Bèlgica porta el títol de duc de Brabant